# Miesches Einheitensystem
Das Miesche Einheitensystem oder Mie-System war ein von Gustav Mie 1910 entwickeltes, elektromagnetisches Vierersystem mit den Basiseinheiten Volt, Coulomb, Zentimeter und Sekunde und fußte ursprünglich auf den „internationalen“ Festlegungen von Volt, Coulomb (später: Ampere), Zentimeter und Sekunde („VACS-System“). Die Krafteinheit hieß Sthen, die Masseneinheit Hyle:
- 1 Sthen (sn) = 1 VAs/cm = 1 J/cm = 107 dyn = 100 Newton (N)
- 1 Hyle (hyle) = 1 s3 V A/cm2 = 1 s3W/cm2 = 104 kg = 10 Tonnen (t)

Praktisch realisiert wurden die „internationalen“ elektromagnetischen Einheiten durch Normwiderstände und Normelemente.
In den 1930er Jahren setzte sich die Ansicht durch, dass die „internationalen“ elektromagnetischen Einheiten durch die „absoluten“, auf MKS basierenden Einheiten ersetzt werden sollten. Dies wurde 1946 von Internationalen Komitee (CIPM) beschlossen (siehe Internationales Einheitensystem → Geschichte). Damit wurde das Miesche Einheitensystem obsolet.